# Cuidados comunitarios
Los cuidados comunitarios o cuidado colectivo son una serie de acciones colectivas enfocadas a mantener y mejorar la salud y el bienestar grupal que comparten algún objetivo, demanda, necesidad, dolencia o realidad común.
Se han forjado por la importancia del bienestar de todas las personas que integran alguna comunidad, cuya confluencia se dio por un elemento en común, que se ha compuesto por la experiencia de cada una. Buscan construir mancomunadamente un presente y futuro que beneficie y mejore las condiciones de vida de la comunidad. 

## Antecedentes
Uno de los antecedentes proviene del movimiento feminista el que inicia el debate para cuestionar los roles de género en los que se le asignan a las mujeres las tareas de cuidados.
Por lo cual se propone la redistribución de la carga de las tareas de los cuidados y con ello reducir el peso que tienen las mujeres en cuidado de infancias, personas mayores, tareas domésticas, de enseñanza y de salud sin el reconocimiento y/o remuneración adecuada.
Es por ello que el cuidado comunitario es horizontal.
Otro antecedente se refiere a los saberes ancestrales del cuidado colectivo territorial.
La pandemia de COVID-19 estableció un riesgo colectivo mundial ante el cual las comunidades reaccionaron inicialmente de forma solidaria, aunque evidenció las brechas económicas y sociales por país, a la par de la necesidad de tener cuidados comunitarios.

## Iniciativas

### Tequio
Es un trabajo colectivo que toda persona debe a su comunidad indígena, y que se hace en beneficio de la propia comunidad, razón por la que no es un trabajo remunerado. Es un uso y costumbre  de diversos pueblos originarios mexicanos que, con distintos matices, fuerza y formas, continúa arraigado en diferentes zonas de ese país.

### Ollas comunitarias
Olla popular, olla común u olla comunitaria es la preparación de comida por distintas personas en un espacio público con el objetivo de compartir alimentos.

### Colectivas digitales
Derivado de la pandemia de COVID-19 y el incremento de la presencia digital de la ciudadanía que trajo un aumento de violencia en línea, se crearon y potenciaron agrupaciones y colectivas de seguridad digital que realizan acompañamiento, asesoría y atención comunitaria en el espacio digital.